# 8626 Melissarauch
8626 Melissarauch è un asteroide della fascia principale. Scoperto nel 1981, presenta un'orbita caratterizzata da un semiasse maggiore pari a 3,1721266 au e da un'eccentricità di 0,0959861, inclinata di 6,19490° rispetto all'eclittica.
L'asteroide è dedicato all'attrice statunitense Melissa Rauch, protagonista della serie televisiva The Big Bang Theory.